# گونگویلر
گونگویلر (به فرانسوی: Gungwiller) یک کمون در فرانسه با جمعیت ۲۹۹ نفر است که در Canton of Drulingen واقع شده‌است.